# WFV-Pokal 2016/17
Der WFV-Pokal 2016/17 war die 65. Ausgabe des WFV-Pokals als höchstem Pokalwettbewerb des Württembergischen Fußballverbands. Der seinerzeitige Landesligist Sportfreunde Dorfmerkingen gewann den Titel mit einem 3:1-Endspielerfolg gegen die drei Spielklassen höher antretenden Stuttgarter Kickers aus der Regionalliga Süd. Mit dem Gewinn des WFV-Pokals qualifizierte sich der Siebtligist für den DFB-Pokal 2017/18.
Der Titelgewinn war der zweite Pokalsieg in der Geschichte der Sportfreunde Dorfmerkingen nach 1998. Der Klub stieg parallel in die sechstklassige Verbandsliga Württemberg auf. Der Finalgegner Stuttgarter Kickers stand zum fünften Mal in der Vereinsgeschichte im Endspiel des Verbandspokals, den der Klub 2005 und 2006 gewonnen hatte.
Die ersten drei Runden des Pokalwettbewerbs wurden in vier regionalen Gruppen ausgetragen. Ab dem Achtelfinale wurde verbandsweit gespielt. Der Titelverteidiger FV Ravensburg, der in den beiden Vorjahren im Endspiel gestanden hatte, erreichte erneut das Halbfinale.

## Achtelfinale
|                            | Ergebnis  |                         |
| -------------------------- | --------- | ----------------------- |
| SSV Ehingen-Süd            | 1:4       | Stuttgarter Kickers     |
| FSV 08 Bissingen           | 5:3       | VfR Aalen               |
| Olympia Laupheim           | 0:2       | TSG Balingen            |
| SGV Freiberg Fußball       | 4:0 n. V. | SG Sonnenhof Großaspach |
| Sportfreunde Dorfmerkingen | 4:1       | VfB Neckarrems          |
| TSG Öhringen               | 1:2       | SSV Reutlingen 05       |
| SV 03 Tübingen             | 0:2       | 1. FC Normannia Gmünd   |
| FV Ravensburg              | 1:0       | SSV Ulm 1846            |

* Klassentiefere Mannschaften genießen Heimrecht

## Viertelfinale
|                            | Ergebnis |                       |
| -------------------------- | -------- | --------------------- |
| SGV Freiberg Fußball       | 0:1      | FV Ravensburg         |
| Sportfreunde Dorfmerkingen | 2:0      | 1. FC Normannia Gmünd |
| FSV 08 Bissingen           | 0:2      | Stuttgarter Kickers   |
| TSG Balingen               | 4:1      | SSV Reutlingen 05     |

* Klassentiefere Mannschaften genießen Heimrecht

## Halbfinale
|                            | Ergebnis |                     |
| -------------------------- | -------- | ------------------- |
| FV Ravensburg              | 2:5      | Stuttgarter Kickers |
| Sportfreunde Dorfmerkingen | 2:1      | TSG Balingen        |

* Klassentiefere Mannschaften genießen Heimrecht

## Finale
| Paarung                    | Sportfreunde Dorfmerkingen – Stuttgarter Kickers |
| Ergebnis                   | 3:1 (1:0) |
| Datum                      | 25. Mai 2017 |
| Stadion                    | Gazi-Stadion auf der Waldau, Stuttgart |
| Zuschauer                  | 3.660 |
| Schiedsrichter             | Carl Höfer (Unterweissach) |
| Tore                       | 1:0 Weiß (35.) 2:0 Weiß (63.) 3:0 Weiß (64.) 3:1 Bektasi (88.) |
| Sportfreunde Dorfmerkingen | Christian Zech – Felix Gruber, Fabian Janik, Michael Schiele, Jan Hasenmaier – Tim Brenner (90.+5' Peter Niederer), Niklas Weißenberger, Philipp Schiele (86. Jeffrey Janik), Simon Vesel (82. Christian Scherer) – Fabian Weiß (84. Nicolai Sauer), Daniel Nietzer Cheftrainer: Helmut Dietterle                    |
| Stuttgarter Kickers        | Lukas Königshofer – Marco Kaffenberger, Josip Landeka (66. Lukas Scepanik), Maurizio Scioscia, Daniel Schulz – Yannick Thermann (46. Lhadji Badiane), Nico Blank (54. Sebastian Mannström), David Müller, Jesse Weißenfels – Shqipon Bektasi, Luca Pfeiffer (64. Mijo Tunjić) Cheftrainer: Tomasz Kaczmarek ( Polen) |
| Gelbe Karten               | Brenner (5.), Scherer (85.) – Thermann (17.) |